# Джермейн Ленс
Джермейн Ленс (нід. Jeremain Lens; нар. 24 листопада 1987, Амстердам, Нідерланди) — нідерландський футболіст суринамського походження, що грав на позиції правого півзахисника. Відомий своїми виступами за «АЗ», «ПСВ», київське «Динамо» та «Сандерленд», а також збірну Нідерландів. Останні роки провів у французькому «Версалі». Навесні 2024 року оголосив про завершення професійної кар'єри.

## Клубна кар'єра

### Ранні роки
Народився 24 листопада 1987 року в місті Амстердам.
Джермейн ще в юному віці почав займатись футболом, наслідуючи приклад дядька Сігі Ленса, який виступав за АЗ і «Фортуну» (Ситтард), але був змушений залишити великий футбол після авіакатастрофи що забрала життя 176 осіб, в тому числі 15 нідерландських футболістів суринамського походження. В подальшому він став футбольним агентом і на перших порах навіть допомагав своєму племіннику.
Футбольні гени проявилися у Джермейна достатньо рано і він, позаймавшись у клубі «Спартаан» незабаром продовжив навчання в амстердамському «Аяксі». Однак у 14 років Джермейна було відраховано з академії амстердамського клубу, тренери якого вирішили, що Ленс не дуже старанно відноситься до методів їх навчання. Як згадував потім гравець: «У них не було до мене претензій з приводу техніки, швидкості та інших футбольних якостей, але не влаштовувало моє ставлення до тренувань. Я їх не звинувачую, хоча вважаю, що в „Аяксі“ не завжди достатньо уважно відносяться до молодих гравців. У 14 років лише починаєш дорослішати, важко розставити пріоритети. І якраз там повинні допомогти, а не одразу виставляти за двері. До слова, разом зі мною відрахували Квінсі Овусу-Абеє, Дієго Бісесвара, Елджеро Елія, пізніше — Грегорі ван дер Віла. Всі ми згодом знайшли себе у футболі».

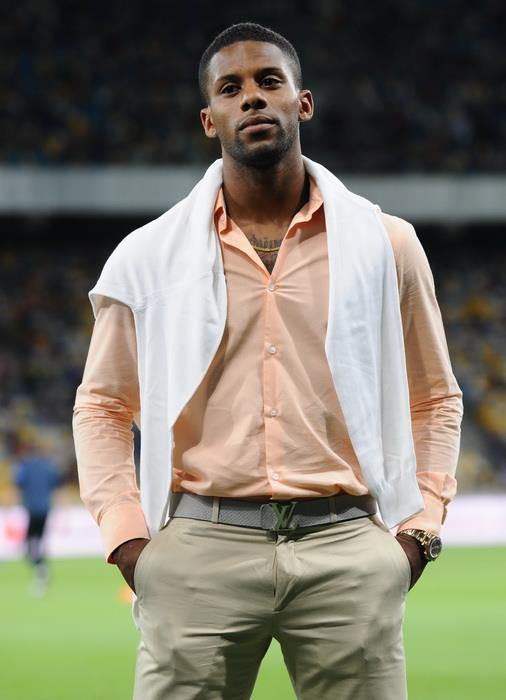
Джермейн Ленс 2013 року

Після цього Ленс намагався влаштуватися в академії «Феєнорда», але ця спроба успіхом не увінчалася. Так само не принесло результатів і короткочасне перебування в школі «Вітесса» з Арнема. Зрештою, Джермейну знайшлося місце лише в юнацькій команді «Омніворлд», яка знаходилась в Алмере, що за 26 кілометрів від Амстердама.
Через два роки хлопця забрали в академію АЗ з Алкмара, з яким він в 2005 році він підписав свій перший професійний контракт.

### АЗ
Погравши трохи за другу команду, у віці 18 років 3 березня 2006 року Ленс провів свої перші шість хвилин у матчі голландського чемпіонату за АЗ, взявши участь у перемозі над «Неймегеном» з рахунком 2:0.
У наступному сезоні 2006/07 юнак зробив невеликий крок вперед провівши за футбольний рік за АЗ 22 гри, з яких 21 була виходом на заміну. Головним у цей період було завдання отримання досвіду гри на високому рівні, і шість матчів за алкмаарців у Кубку УЄФА були для молодого форварда дуже доречними.
Новий чемпіонат Нідерландів сезону 2007/08 Ленс провів на правах оренди у футболці клубу, проти якого дебютував у вищому нідерландському дивізіоні — «Неймегені». Там, отримавши кредит довіри, він почав виправдовувати аванси, провівши в Ередивізі 31 матч, в яких забив дев'ять голів та віддав чотири гольових передачі. Це допомогло НЕКу отримати путівку на наступний сезон в Кубок УЄФА, але Ленс там не зіграв, бо після завершення сезону повернувся в АЗ, яке не пробилося в єврокубки.
Проте, повернення до АЗ було невдалим: вже на початку нового сезону 2008/09, що став для клубу під керівництвом Луї ван Гала чемпіонським, Ленс в липні отримав перелом плеснової кістки. А відразу після відновлення, 28 жовтня, в грі з «Родою» у Ленса стався рецидив, внаслідок чого Джермейн знову надовго вилетів з команди, провівши за сезон у чемпіонаті всього вісім матчів, в яких забив один гол.
Наступний сезон 2009/10, проведений під керівництвом спочатку Рональда Кумана, а потім і Діка Адвоката, дав поштовх всій подальшій успішній кар'єрі Ленса. Його початок, який припав на гру за Суперкубок Нідерландів проти «Геренвена», ознаменувався дублем Джермейна, який допоміг команді виграти ще один трофей. Всього, у всіх турнірах того сезону він зіграв 40 матчів, забив 16 голів та отримав запрошення в знаменитий ПСВ.

### ПСВ

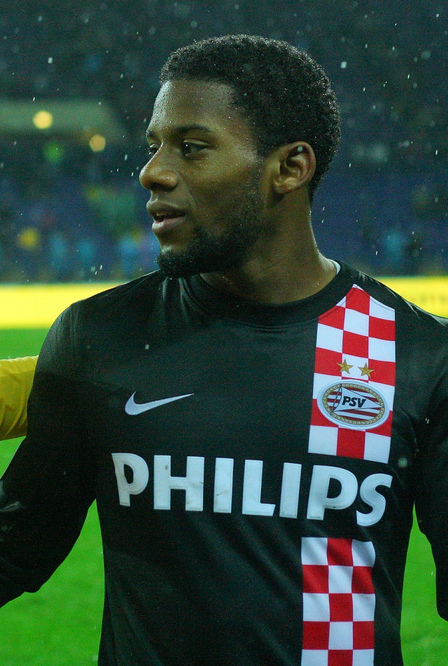
Джермейн Ленс під час виступів за ПСВ. 30 вересня 2010 року

21 травня 2010 року Ленс підписав чотирирічний контракт з ПСВ. У стані голландського гранда зміцнілий нападник вже в перший сезон проявив себе як різносторонній атакуючий гравець. Він з успіхом грав по всьому фронту атаки, будь то правий фланг, позиція під нападниками або ж як другий форвард в парі з Дрісом Мертенсом. Як результат в 33 матчах Ередивізії того сезону Ленс забив 10 м'ячів і віддав 15 гольових передач.
У сезоні 2011/12 результативність Джермейна трохи знизилася (33 гри в чемпіонаті, 9 голів, 11 гольових передач), що було пов'язано з пошуком для нього Фредом Рюттеном, а потім і його наступником Філліпом Коку, найбільш вдалого місця в ігровій структурі ПСВ.
Возз'єднання з Діком Адвокатом, який очолив ейндховенців в липні 2012 року знову благотворно позначилося на грі Ленса. У лютому 2013 року Джермейн став автором гучного скандалу: не поділивши щось на поле з захисником «Феєноорда» Йорісом Матейсеном, він підстеріг того в тунелі після матчу та спробував розібратися. За неналежну поведінку Федерація футболу Нідерландів дала Ленсу триматчеву дискваліфікацію, а клуб наклав рекордний грошовий штраф, сума якого не була розголошена. Незважаючи на це за сезон у всіх турнірах, вміло вибираючи позицію, особливо при контратакуючій грі, і володіючи чудовим стартовим ривком, Ленс провів 49 матчів, забивши в них 24 голи і віддавши 16 результативних передач.
По закінченні сезону Дік Адвокат покинув команду, що стало однією з причин бажання Ленса покинути Ередивізі. Тому чуток про можливий трансфер Джермейна також було достатньо. Футболіст серед пріоритетних для себе напрямків говорив про англійську Прем'єр-лігу та німецьку Бундеслігу, до того ж на Туманному Альбіоні в ньому дійсно були зацікавлені. Повідомлялося, що Ленса у своєму складі бажають бачити «Ліверпуль», «Астон Вілла», «Ньюкасл Юнайтед», «Евертон», «Віган Атлетік» та Саугтемптон, проте найспритнішим виявилося київське «Динамо», яке перехопило футболіста.

### «Динамо»

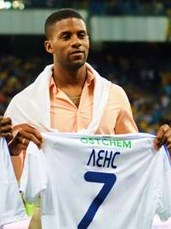
Джермейн Ленс на презентації в «Динамо». 30 червня 2013 року

18 червня 2013 року уклав чотирирічний контракт з «Динамо» (Київ). Сума трансферу не розголошується, але за неофіційними даними вона склала близько 9 мільйонів євро. В новому клубі Джермейн взяв номер «7», під яким свого часу в «Динамо» грав володар Золотого м'яча 2004 року Андрій Шевченко. За «Динамо» дебютував 3 липня в матчі з пітерським «Зенітом» в рамках Об'єднаного турніру, 7 липня Джермейн забив перший гол за «біло-синіх», вразивши ворота московського «Спартака».
В офіційних матчах дебютував 14 липня 2013 року в матчі 1 туру чемпіонату України проти «Волині», в якому відіграв перший тайм, після чого був змінений на Дуду. В подальших матчах став основним лівим півзахисником команди.

## Виступи за збірні
Протягом 2007–2008 років залучався до складу молодіжної збірної Нідерландів. На молодіжному рівні зіграв у 8 офіційних матчах, забив 1 гол.
2009 року вирішив виступати за національну збірну Суринаму на PARBO Bier Cup, де зіграв у трьох матчах, в яких забив два голи і допоміг збірній зайняти друге місце.
Проте, цей турнір не був під егідою ФІФА, тому Джермейн мав право виступати і за збірну Нідерландів, в якій дебютував 11 серпня 2010 року в товариській грі проти збірної України, яка завершилася з рахунком 1-1, а Ленс забив єдиний гол гостей.
Регулярно виступати в збірній став після приходу 2012 року на посаду головного тренера збірної Луї ван Гала, під керівництвом якого Джермейн вже грав у АЗ.
Наразі провів у формі головної команди країни 34 матчі, забивши 8 голів.

## Ігрові дані
Ленс — універсальний нападник, здатний зіграти як на вістрі, так і на одному з флангів. Найкомфортніше почувається на позиції центрфорварда і на правій брівці. Саме в ролі вінгера він, враховуючи серйозну конкуренцію, практично завжди використовується у збірній.
Головна чеснота Джермейна — його швидкісна робота з м'ячем. У нього відмінний ривок, завдяки якому питання обігравання на прийомі і розвороту відпадають самі собою. На дистанції він також спокійно може обійти захисника, якщо йому дозволити розвернутися і вирватися на оперативний простір.
Ленса важко збити з ніг. Штрафний біля бокової лінії або в районі центрального кола для нього не є пріоритетом, адже він розуміє, що на швидкості його важко наздогнати, а створити гостроту біля чужих воріт йому не складе труднощів. При цьому він може і сам завершити епізод, і відіграти на партнера — для нього не має значення, хто завершить атаку ударом.
Хороша фізична готовність дозволяє Джермейну атакувати з першої до останньої хвилини, йти на загострення при кожному прийомі м'яча. Він не індивідуаліст, з м'ячем без швидкості возиться вкрай рідко. Звичайно, трохи вільніше він відчуває себе на фланзі, де менший опір, але навіть там навколо себе скупчення суперників не створює.
Незважаючи на скромні антропометричні дані, непогано проявляє себе в центрі атаки. За верхові м'ячі йому боротися складно, але подібної роботи Ленс не уникає — намагається чіплятися по максимуму. Але, звичайно, більшою мірою він працює за останнім захисником, пропонуючи себе під передачу на хід. Спиною до чужих воріт майже не грає, намагається покращувати собі позицію за рахунок хорошої роботи корпусом і різкості.
На фланзі він здатний також приносити велику користь. Знову-таки за рахунок хорошої стартової і дистанційної швидкості. При цьому важливо відзначити, що Джермейн вміє виконувати як крос, так і завершальний удар. Незважаючи на те, що він ніколи не був найкращим бомбардиром в голландському чемпіонаті, наданими шансами користується з пристойною ефективністю. Це підтверджує і статистика.
Ленс — гравець з характером, але важливо відзначати, що свою агресію він здатний переносити в спортивне русло і проявляти на футбольному полі грою. Це боєць, який не любить програвати. Щодо викладення і бажання до нього претензій бути не може.

## Статистика

### Клубна
Станом на 26 березня 2015 року
| Клуб       | Сезон   | Ліга | Ліга  | Кубок | Кубок | Єврокубки | Єврокубки | Всього | Всього |
| Клуб       | Сезон   | Ігор | Голів | Ігор  | Голів | Ігор      | Голів     | Ігор   | Голів  |
| ---------- | ------- | ---- | ----- | ----- | ----- | --------- | --------- | ------ | ------ |
| АЗ         | 2005–06 | 1    | 0     | 0     | 0     | –         | –         | 1      | 0      |
| АЗ         | 2006–07 | 14   | 0     | 6     | 1     | 6         | 0         | 26     | 1      |
| «Неймеген» | 2007–08 | 31   | 9     | 8     | 7     | –         | –         | 39     | 16     |
| «Неймеген» | Всього  | 31   | 9     | 8     | 7     | –         | –         | 39     | 16     |
| АЗ         | 2008–09 | 8    | 1     | 0     | 0     | –         | –         | 8      | 1      |
| АЗ         | 2009–10 | 32   | 12    | 3     | 2     | 5         | 2         | 40     | 16     |
| АЗ         | Всього  | 55   | 13    | 9     | 3     | 11        | 2         | 75     | 18     |
| ПСВ        | 2010–11 | 33   | 10    | 2     | 0     | 13        | 3         | 48     | 13     |
| ПСВ        | 2011–12 | 33   | 9     | 5     | 1     | 12        | 1         | 50     | 11     |
| ПСВ        | 2012–13 | 30   | 15    | 3     | 1     | 6         | 3         | 39     | 19     |
| ПСВ        | Всього  | 96   | 34    | 10    | 2     | 31        | 7         | 137    | 43     |
| «Динамо» К | 2013–14 | 28   | 5     | 4     | 0     | 9         | 2         | 41     | 7      |
| «Динамо» К | 2014–15 | 13   | 5     | 2     | 0     | 8         | 2         | 23     | 7      |
| «Динамо» К | Всього  | 41   | 10    | 6     | 0     | 17        | 4         | 64     | 14     |
| Загалом    | Загалом | 188  | 56    | 27    | 12    | 42        | 9         | 315    | 92     |

## Титули і досягнення
- Чемпіон Нідерландів (1):

АЗ: 2008-09
- Володар Суперкубка Нідерландів (2):

АЗ: 2009
ПСВ: 2012
- Володар Кубка Нідерландів (1):

ПСВ: 2011-12
- Володар Кубка України (2):

«Динамо» К: 2013-14, 2014-15
- Чемпіон України (1):

2014-15
- Бронзовий призер чемпіонату світу: 2014